# Taphiassa impressa
Taphiassa impressa is een spinnensoort in de taxonomische indeling van de Micropholcommatidae. De wetenschappelijke naam van de soort werd voor het eerst geldig gepubliceerd in 1880 door Simon.